# Žabokrečina
Žabokrečina (lat. Zannichellia), maleni biljni rod vodenih trajnica iz porodice mrjesnjakovki (Potamogetonaceae). Sastoji se od šest vrsta, od kojih u Hrvatskoj raste Z. palustris, nazivana žabokrijek ili barska žabokrečina, vrsta koja je prisutna na svim kontinentima.
Barska žabokrečina je zeljasta trajnica, vitke stabljike, i duge do 50 cm. Biljka živi isključivo pod vodom, pa je i oprašivanje i oplodnja potpuno podvodna.
Ime roda dolazi po talijanskom botaničaru Zannichelliju, (1662-1729).

## Vrsta
1. Zannichellia andina Holm-Niels. & R.R.Haynes
2. Zannichellia aschersoniana Graebn.
3. Zannichellia contorta (Desf.) Cham.
4. Zannichellia obtusifolia Talavera, García-Mur. & H.Smit
5. Zannichellia palustris L.

## Vanjske poveznice
|  | Zajednički poslužitelj ima još gradiva o temi Zannichellia |
|  | Wikivrste imaju podatke o taksonu Zannichellia             |